# Oćenovići
Oćenovići (cyr. Оћеновићи) – wieś w Bośni i Hercegowinie, w Republice Serbskiej, w gminie Bratunac. W 2013 roku liczyła 1 mieszkańca.